# Thnks fr th Mmrs
"Thnks fr th Mmrs" (uttalad "thanks for the memories") är en singel av Chicago-bandet Fall Out Boy, utgiven den 9 april, 2007. Låten återfinns på albumet Infinity on High från 2007. Enligt basisten Pete Wentz hänvisar låten till en romantisk relation, där känslorna har svalnat, men de båda älskarna fortsätter att "ligga med varandra" för att lugna sina mentala begär. Titeln liknar låttitlarna på Linkin Parks album, Reanimation. "Thnks fr th Mmrs" står för "Thanks for the Memories", vokalerna är borttagna precis som det vore skrivet som en del av ett SMS. I låten hör man Kenneth "Babyface" Edmonds på mandolin och The Movement Orchestra Strings. Låten spelades i ett avsnitt av VH1s Best Week Ever. Refrängen i låten innehåller en rad, "He tastes like you, only sweeter", som är tagen från filmen Closer. Kim Kardashian är med i musikvideon till "Thnks fr th Mmrs".

## Låtlista

### UK 7" vinyl
| Nr | Titel                                                                     | Version                      |
| -- | ------------------------------------------------------------------------- | ---------------------------- |
| 1  | "Thnks fr th Mmrs"                                                        | Album version                |
| 2  | "Our Lawyer Made Us Change the Name of This Song So We Wouldn't Get Sued" | Live from Hammersmith Palais |

### UK / AUS CD singel
| Nr | Titel              | Version                      |
| -- | ------------------ | ---------------------------- |
| 1  | "Thnks fr th Mmrs" | Album version                |
| 2  | "Thriller"         | Live from Hammersmith Palais |
| 3  | "Dance, Dance"     | Live from Hammersmith Palais |

### Nya Zeeland CD singel
| Nr | Titel                                   | Version                      |
| -- | --------------------------------------- | ---------------------------- |
| 1  | "Thnks fr th Mmrs"                      | Album version                |
| 2  | "Thriller"                              | Live from Hammersmith Palais |
| 3  | "This Ain't a Scene, It's an Arms Race" | Kanye West remix             |

## Musikvideo
Bandet meddelade i sin blogg att de blev klara med videon för singeln den 27 februari. Pete Wentz sa, "Jag tror den här kommer blåsa "Arms Race" fullständigt ur vägen. Idén är galen. Jag lämnar det så här." Releasedatumet för videon var från början den 20 mars, men på Fall Out Boys webbplats rapporterades det att videon skulle ha världspremiär på sajten den 23 mars. Videon hade premiär runt 23:00 EST.
Videon kretsar kring bandet som spelar in videon för "Thnks fr th Mmrs" med apor som regisserar och producerar videon. Aporna verkar inte tycka om att arbeta med bandet. Det blir många omtagningar och sura miner, och ledarapan säger att bandet är "wack" och att han skulle tagit Panic! at the Disco (ett annat Fueled by Ramen-band). Videon slutar med att Wentz förstör mikrofonstativet, slår ner ett stort "B" från en "FOB" skylt och lämnar kvar "FO" som på internetterminologi betyder "Fuck off". Kim Kardashian spelar Wentzs kärleksintresse i videon, som mer och mer dras till apan som regisserar videon, som är anledningen till Wentzs sura miner.
Videon har blivit kritiserad för att ha för mycket reklam. I versionen av videon som visas på TV, har vissa bolag tagits bort som TAG Body Spray och Nokia, fast Chevrolet Tahoe och en Black Nokia 5300 XpressMusic mobil visas helt.
Den 23 april 2007 hamnade musikvideon för "Thnks fr th Mmrs" etta, för första gången, på MTVs Total Request Live, och den 21 juni hade den varit med så länge att det inte gick att rösta på den längre, den låg då på en 9:e plats.
I TRL-versionen av videon säger Wentz "The guy's a visionary", medan han säger "The guy's a fucking visionary" i den oredigerade versionen. Videon är väldigt populär på Youtube, den har haft över 100 000 000 beskådningar.
Det finns en scen där Pete Wentz pratar i sin mobil, som speglar en identisk scen i musikvideon till The Academy Is...'s "We've Got a Big Mess on Our Hands". Det är samma som Nokia-telefon används i "Thnks fr th Mmrs", "We've Got a Big Mess on Our Hands", och i den förra Fall Out Boy-videon till "This Ain't a Scene, It's an Arms Race".

### Lokala ändringar
I Filippinerna finns det två versioner av videon. Den första är den amerikanska versionen, och i den andra är ap-dialogen skriven på tagalogiska och istället för Panic! at the Disco, säger de att de skulle tagit Chicosci, men SMS-scenen är fortfarande på engelska.
Den här versionen visas oftast på Myx.

## Annat
- Det här är den första videon sedan "Sugar, We're Goin Down" som inte Travis McCoy från Gym Class Heroes är med i.
- När man importerar "Thnks fr th Mmrs" till Itunes direkt ifrån Infinity on High döper Itunes-biblioteket den till det felaktiga "Thanks for the Memories". Laddar man hem den från Itunes-Store har den dock sitt riktiga namn.